# Harmony (ISS-module)

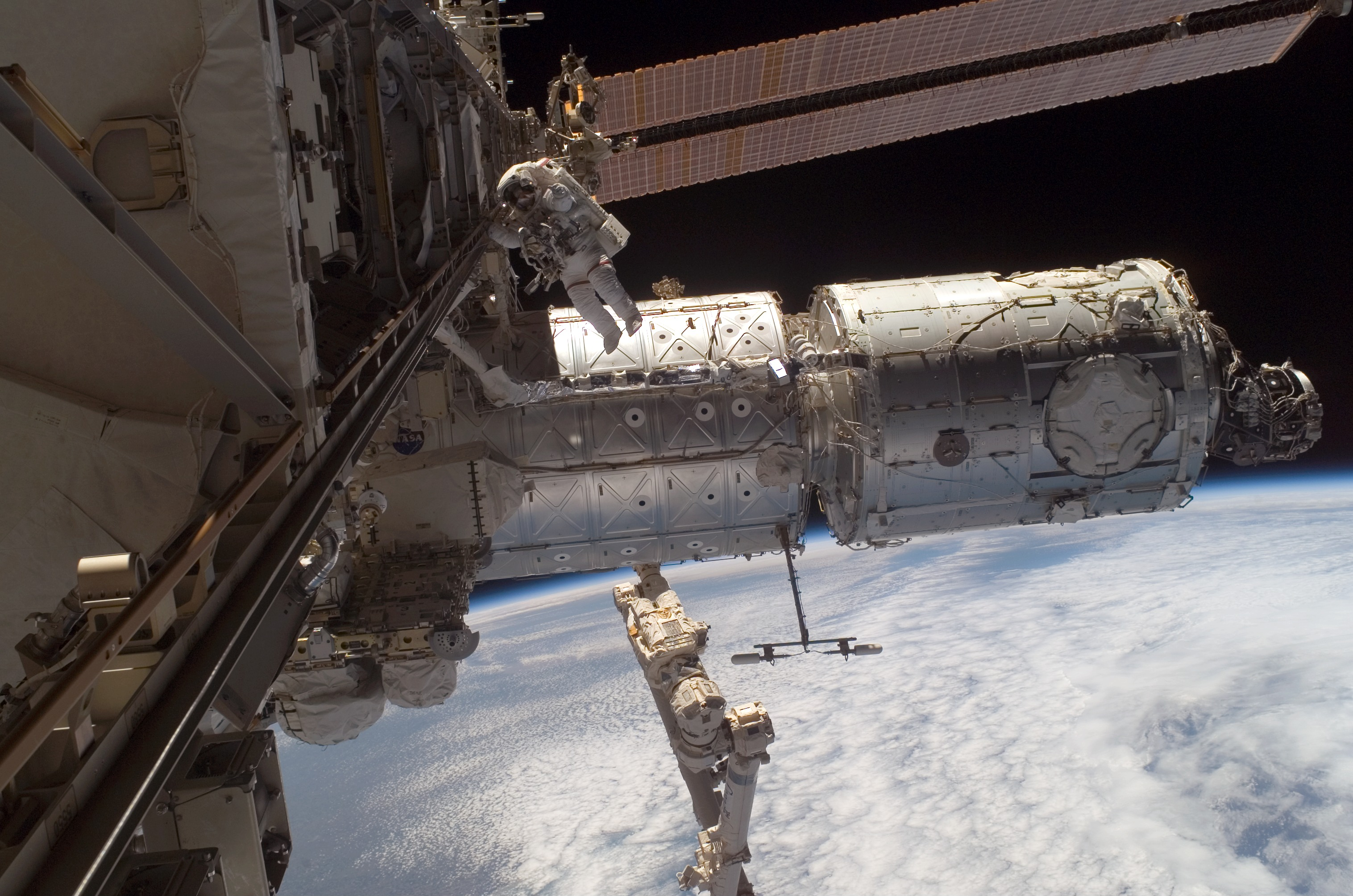
De Harmony-module (midden rechts) gekoppeld aan de Destiny-laboratoriummodule (midden) van het International Space Station. Uiterst rechts is de PMA-2-koppelpoort voor de Space Shuttle te zien. (NASA)

Harmony (voorheen bekend als Node 2) is een module van het internationale ruimtestation ISS en werd op 26 oktober 2007 tijdens shuttlemissie STS-120 aan het ISS bevestigd. Het is het laatste onderdeel van het Amerikaanse deel van het ruimtestation en zal een cruciale verbinding vormen naar andere modules, zoals de Europese module Columbus. Om deze verbindende rol waar te maken heeft de module een zestal zogenaamde Common Berthing Mechanisms (CBM's) waaraan de andere modules zich kunnen koppelen.
Node 2 werd in maart 2007 hernoemd tot Harmony. De naam werd gekozen als winnaar bij een wedstrijd waaraan ruim 2.200 basisscholen en middelbare scholen in de Verenigde Staten deelnamen. De wedstrijd had als doel om leerlingen meer bij te brengen van het ruimtestation, door ze een schaalmodel te laten bouwen van het ISS en een essay te schrijven waarin ze de door hun uitgekozen naam voor de module toelichtten.

## Specificaties

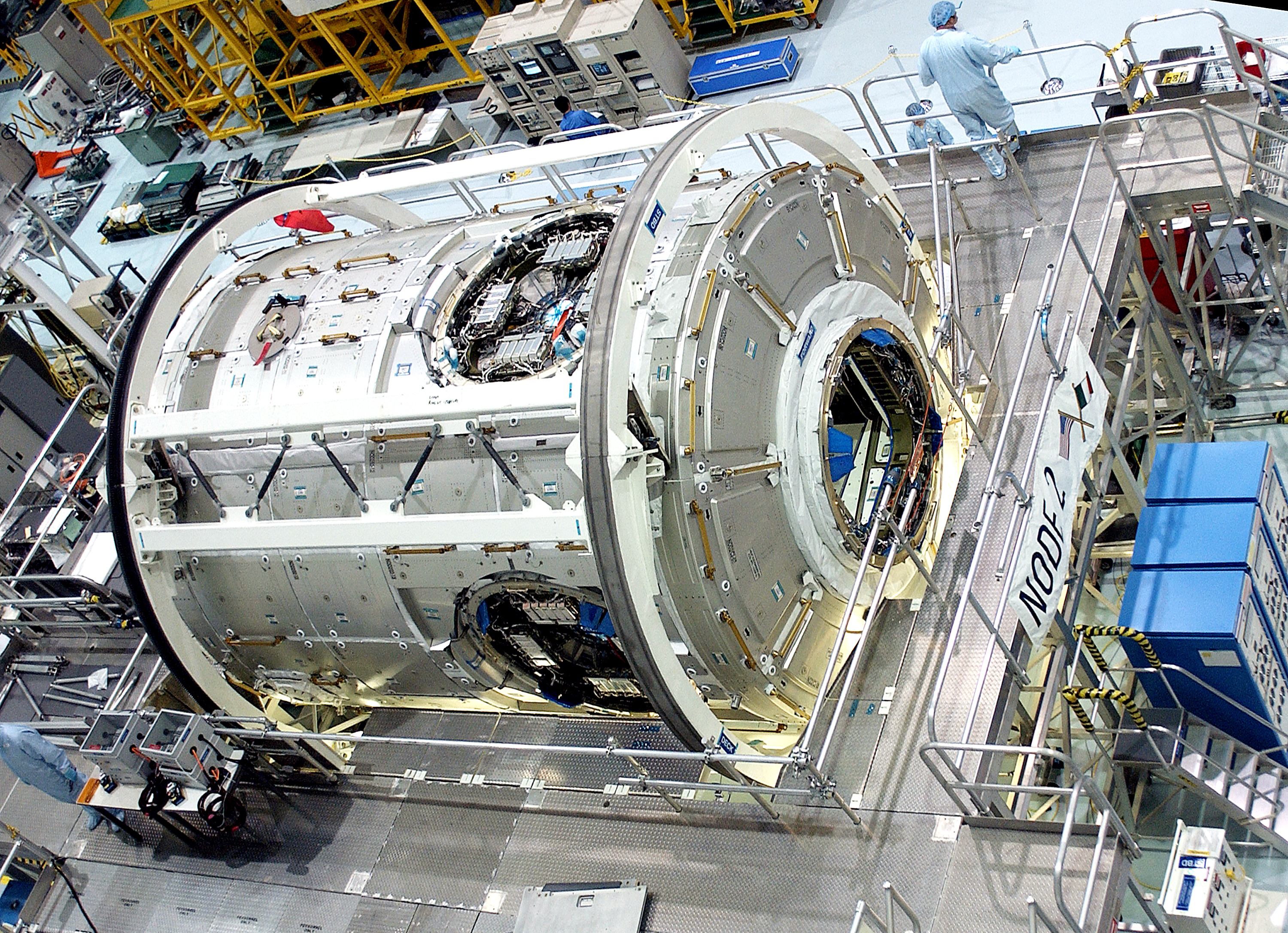
Harmony in aanbouw. (NASA)

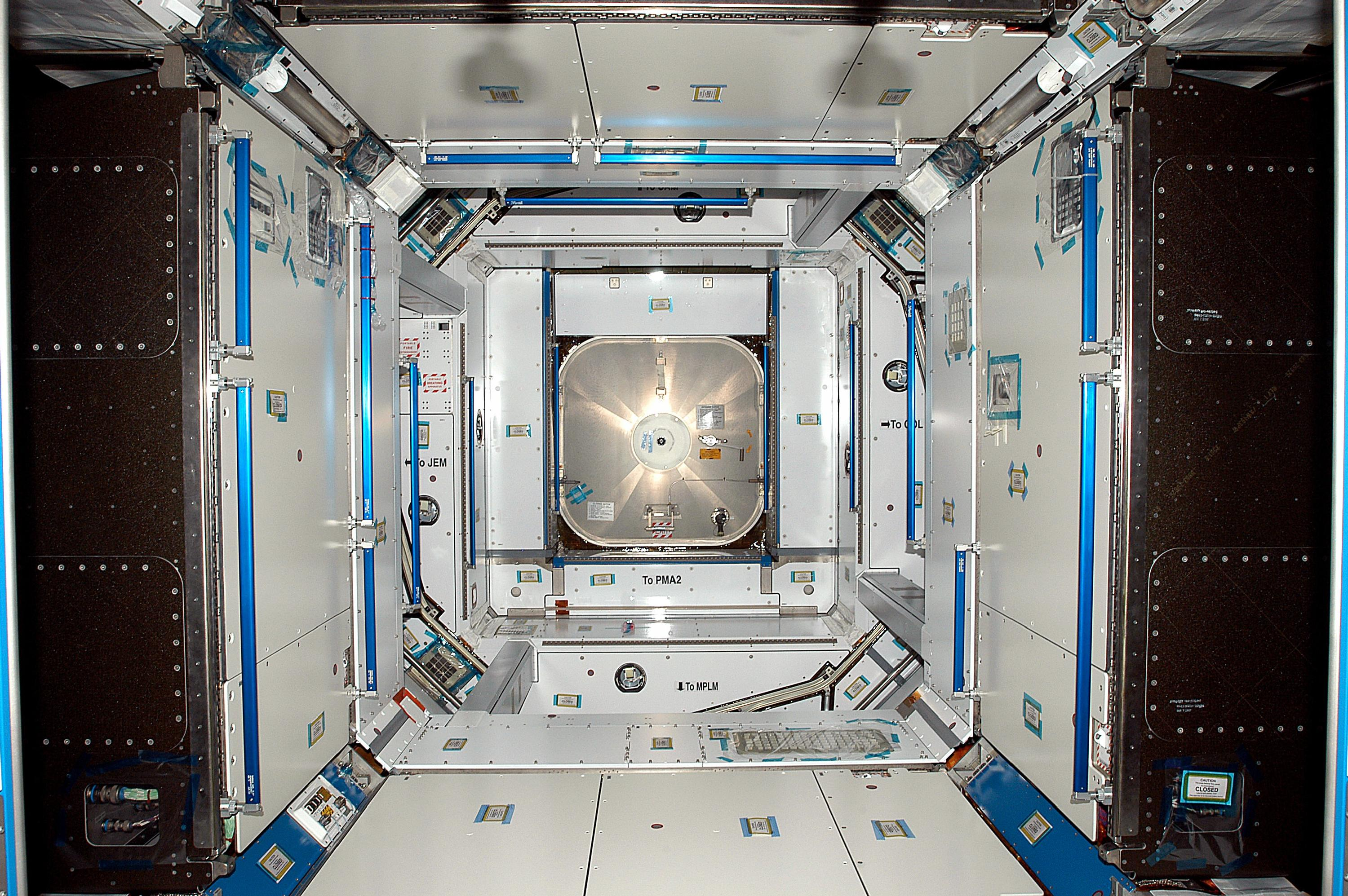
Het interieur van de Harmony-module. (NASA)

De cilindervormige Harmony weegt ongeveer 13.500 kilogram, is 7,2 meter lang en heeft een diameter van 4,4 meter. Het is de tweede van de drie verbindende modules van het ISS (Unity (Node 1), Harmony, en Node 3). Het ontwerp van Harmony is gebaseerd op de Multi-Purpose Logistics Module en het Columbus-laboratorium van de Europese ruimtevaartorganisatie. De robotarm van het ruimtestation, Canadarm2, kan middels een zogenaamd grapple fixture bestuurd worden vanuit Harmony. Het Marshall Space Flight Center in Alabama is eindverantwoordelijk voor de oplevering van de module.
Door de installatie van Harmony in oktober 2007 kan het ruimtestation groeien van een driepersoonswoning naar een vijfpersoonwoning, zodra de Columbus en de Japanse Kibo geïnstalleerd zijn. Medio 2008 kunnen er dus in theorie vijf personen terecht in het ISS, maar pas later - wanneer men zes personen kwijt kan - wordt de bemanning uitgebreid.

## Overeenkomst
Als onderdeel van een overeenkomst tussen de NASA en de ESA, bouwde de Italiaanse firma Alcatel Alenia Space Harmony in diens fabriek in Turijn. Op 1 juni 2003 al arriveerde de module bij het Kennedy Space Center (KSC) na een vlucht in het vrachtruim van een Airbus Beluga transportvliegtuig.
Na een grondige inspectie van Harmony na de vlucht naar de Verenigde Staten, overhandigde de Italiaanse ruimtevaartorganisatie hem officieel aan de ESA. Op zijn beurt droeg de ESA Harmony over aan de NASA. Dat laatste gebeurde op 18 juni 2003 in de Space Station Processing Facility in het KSC. Deze gebeurtenis voltooide een groot deel van de overeenkomst die ESA en NASA al op 8 oktober 1997 hadden gesloten in Turijn.
Paolo A. Nespoli, een ESA-astronaut die geboren is in Milaan, zal Harmony vergezellen tijdens diens reis naar de ruimte.

## Lancering

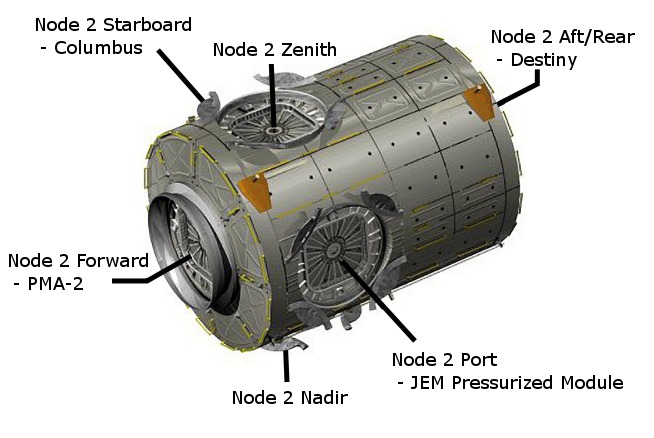
Deze illustratie toont de doeleinden van de verschillende luiken van Harmony. Het luik aan de onderkant is niet zichtbaar.

Harmony werd op 23 oktober 2007, aan boord van space shuttle Discovery, gelanceerd tijdens shuttlemissie STS-120. De module was de belangrijkste vracht aan boord van het ruimteveer Discovery tijdens die missie, die ook wel bekendstaat als constructiemissie ISS-10A. De robotarm van de shuttle tilde op 26 oktober 2007 Harmony uit het laadruim van het ruimteveer en overhandigde de module vervolgens aan de robotarm van het ruimtestation. Harmony werd vervolgens tijdelijk aan de module Unity gekoppeld, omdat de shuttle op dat moment via de koppelpoort PMA-2 aan Destiny gekoppeld was; de module waar Harmony definitief geplaatst wordt.
Nadat de shuttle was vertrokken werd de verplaatsing van Harmony naar zijn definitieve locatie in gang gezet. De bemanning van het ruimtestation maakte hiervoor in totaal drie ruimtewandelingen. Op 9 november 2007 ontkoppelden twee astronauten tijdens een ruimtewandeling alle elektrische verbindingen tussen het koppelstuk PMA-2 en het Destiny-ruimtelaboratorium. Drie dagen later gebruikte de bemanning van het ISS de robotarm om PMA-2 te verplaatsen naar het voorste luik van Harmony. Op 14 november werd de combinatie van Harmony en PMA-2 met behulp van de robotarm verplaatst naar het voorste luik van Destiny. Op 20 november 2007 en 24 november 2007 volgenden nog twee ruimtewandelingen om PMA-2 elektrisch weer te verbinden met Harmony en om diverse elektrische, communicatie-, en koelleidingen aan te sluiten op Harmony
In 2016 werd PMA-2 voorzien van een International Docking Adapter. Deze nieuwe koppeling IDA-2 wordt gebruikt voor de volautomatische koppeling van Dragon 2’s (zowel Crew Dragon als Cargo Dragon) en Boeing Starliners.
In 2017 werd ook PMA-3 die menigmaal van plaats op het ISS is gewisseld definitief naar de Harmony-module verhuisd en voorzien van IDA-3.

## Verbonden modules
Op 11 februari 2008 werd de Europese laboratoriummodule Columbus aan de stuurboordzijde van Harmony bevestigd tijdens de STS-122 missie van de space shuttle Atlantis. Later in 2008 wordt vervolgens de eerste module van het Japanse ruimtelaboratorium Kibo bij het ISS afgeleverd. Dit betreft een vrachtmodule die tijdelijk aan het bovenste luik van Harmony wordt gekoppeld. Eveneens in 2008 volgt de feitelijke laboratoriummodule van Kibo, welke aan de bakboordzijde van Harmony wordt bevestigd. Daarna wordt de tijdelijk bevestigde vrachtmodule verplaatst van het bovenluik van Harmony naar de Kibo-laboratoriummodule. De Nadir-poort, het luik aan de onderkant van Harmony werd gebruikt door de Multi-Purpose Logistics Modules wanneer die gevlogen werd.

## Notities
1. ↑  NASA (2007). NASA Space Station Module In Perfect ‘Harmony’ With New Name. (en) . Gearchiveerd op 20 september 2022.
2. ↑  ESA (2007). Node 2: Connecting Module (en)
3. ↑  Tariq Malik (2007). Students Name Next U.S. Space Station Module 'Harmony'. SPACE.com. (en)
4. 1 2  NASA (2007). Space Station Assembly: Harmony Node 2 (en) . Gearchiveerd op 28 maart 2023.
5. 1 2  ESA (2003). European Node officially handed to NASA. (en)
6. ↑  NASA (2007). STS-120 to Deliver Harmony Node to ISS. (en) . Gearchiveerd op 18 maart 2023.
7. ↑  NASA (2007). STS-120 Bringing Space Station ‘Harmony’. (en) . Gearchiveerd op 7 februari 2022.
8. ↑  NASA (2007). Launch Schedule: Consolidated Launch Manifest. (en) . Gearchiveerd op 6 juni 2023.
9. ↑  NASA (2007). PMA-3 Relocation. (en) . Gearchiveerd op 6 april 2023.
10. ↑  SpaceRef.com (2007). Space Station User's Guide: ISS Elements: Node 2. (en)